# البيزة الكويتية
البيزة الكويتية تعد أول محاولة لإنشاء عملة محلية لـ دولة الكويت سنة 1886م في عهد الشيخ عبد الله بن صباح.

## سك البيزة الكويتية
أمر الشيخ عبد الله بن صباح الثاني بسك عملة وطنية كويتية من النحاس الأحمر وتكون قيمتها (بيزة)، تم سك البيزة الكويتية بالطريقة اليدوية بواسطة المطارق ولذلك نجد الاختلاف فيما بينها بالوزن والحجم والسمك وكانت البيزة الكويتية شاهدة على التاريخ بأن الكويت ذات سيادة مستقلة.

## وقف التداول بها
استمر التداول بها فترة قصيرة وسرعان ما تلاشت من الأسواق لعدة أسباب منها :

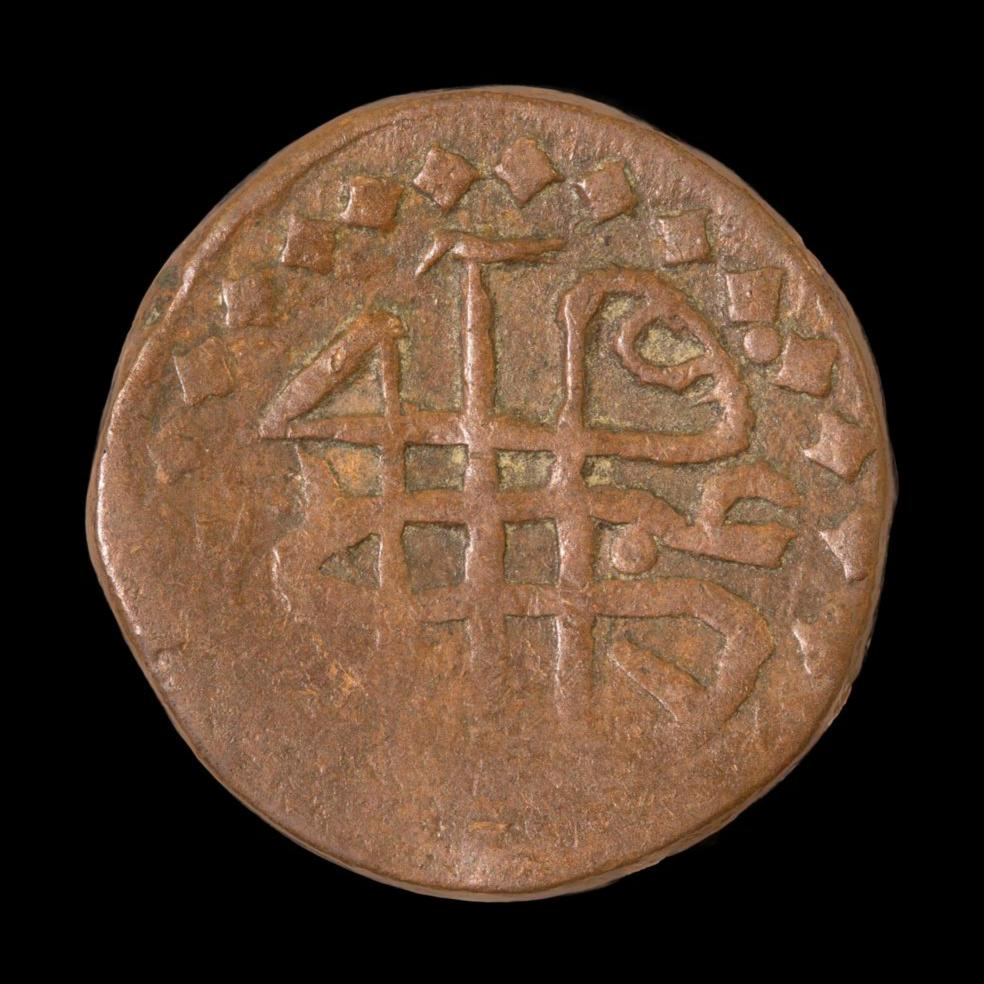
الوجه الثاني للبيزة الكويتية

- الأوضاع السياسية بالمنطقة بالأخص مع الدولة العثمانية.
- عدم قبولها من التجار والتخوف من التعامل بها كونها عملة محلية.
- عدم حمايتها بغطاء من الذهب مما أدى إلى عدم قبولها لدى التجار خارج الكويت.[3]
- وجود البديل حيث كانت الكويت تتعامل بذلك الوقت مع البيزة الخاصة بـ الملكة فكتوريا الواسعة الانتشار بالتعامل التجاري داخل الكويت وخارجها وكانت هذه البيزة متوفرة بالأسواق بشكل منتظم وذات حجم ووزن ثابت[2]

## مواصفات البيزة الكويتية
- الوجه الأول للعملة كتب فيها ضرب الكويت 1304 هـ
- الوجه الثاني للعملة يحمل توقيع الشيخ عبد الله بن صباح.